# 薩迦格言
《薩迦格言》，又稱《善說寶藏》，是吐蕃薩迦派高僧貢噶堅贊（藏語：kun dga' rgyal mtshan，也尊稱為薩迦班智達）所著，原文為藏文，後被翻譯成蒙文。本書是藏族第一本格言式詩集，以格言的形式評斷社會上的各種現象，並且提出處事、治學、識人、待物的一系列主張，並強調以佛法對治諸多煩惱。
格言共457段，每段4行，共1828行。